# Albert Schwarz (Maler)
Albert Schwarz (* 5. September 1895 in Oberhohndorf; † 26. September 1977 in Zwickau) war ein deutscher Maler, Grafiker und Plastiker.

## Leben und Werk
Schwarz war der Sohn eines Bergmanns im Oberhohndorfer Steinkohlebergbau bei Zwickau. Von 1910 bis 1914 absolvierte er eine Lehre als Porzellanmaler in der Oberhohndorfer Porzellanmanufaktur Friedrich Kästner. 1915 wurde er zum Deutschen Heer einberufen. Er nahm nach der Grundausbildung am Ersten Weltkrieg teil und geriet 1918 in französische Kriegsgefangenschaft. Von 1920 bis 1930 arbeitete er als Porzellanmaler bei Kästner, danach freischaffend als Maler, Grafiker und Plastiker. In der Zeit des Nationalsozialismus war Schwarz obligatorisches Mitglied der Reichskammer der bildenden Künste. Es ist jedoch für diese Zeit die Teilnahme an nur einer Ausstellung bekannt. 1944 verlor er, vermutlich durch einen der Bombenangriffe auf Zwickau, seine Frau und den Sohn. Nach der Teilnahme am Zweiten Weltkrieg und der Kriegsgefangenschaft arbeitete Schwarz wieder als Maler, Grafiker und Plastiker in Zwickau. Mit Wolfgang Berndt, Heinz Fleischer, Alfred Tröger, Karl-Heinz Schuster, Erich Schulz und Carl Michel war er Mitglied der losen Zwickauer „Gruppe 1950“. Diese schrieb im Katalog ihrer Ausstellung 1950: „Deren Streben und Ziel ist es: an ihrem Platz ehrlich ihrer Berufung zu folgen und fortschrittlich zu wirken für die Beziehung zwischen Künstler und Gesellschaft.“
Schwarz malte vor allem Aquarelle, Pastelle und Kreidezeichnungen von der ihm vertrauten vogtländischen und erzgebirgischen Landschaft, „idyllische Naturschilderungen mit Wäldern, Feldern, sanften Hügeln und darin eingebetteten veränderte Landschaften.“ Für die Evangelisch-methodistische Erlöser-Kirche in Reinsdorf, der er vormals angehört hatte, schuf er um 1951 einen gemalten Flügelaltar.
Von 1952 bis 1963 war Schwarz Dozent an der Mal- und Zeichenschule von Karl Michel in Zwickau. Daneben leitete er auch Zeichenzirkel im Zwickauer Sachsenring-Werk, in Mülsen und Reinsdorf-Friedrichsgrün.
Schwarz war Mitglied des Verbands Bildender Künstler der DDR. Für die Dritte Deutsche Kunstausstellung in Dresden 1953 reichte er offenbar drei Kreidezeichnungen ein, die jedoch augenscheinlich nicht ausgestellt wurden, da sie nicht im Katalog enthalten sind.
1961 erhielt Schwarz den Max-Pechstein-Preis der Stadt Zwickau.
Bilder von Schwarz befinden sich u. a. in den Kunstsammlungen Zwickau.

## Werke (Auswahl)
- Oberhohndorf (Triptychon; Öl auf Leinwand, 72 × 250 cm; Kunstsammlungen Zwickau)[4]
- Prophet über Jerusalem (um 1950, Holzschnitt)[5]
- Kastanien und Flieder (Aquarell)[6]
- Sommergewitter (vor 1951, Aquarell)[7]
- Straße im Winter (vor 1951, Linolschnitt)[8]
- Der Bauer düngt (Holzschnitt; 1951 auf der Mittelsächsischen Kunstausstellung)
- Zufriedener Bauer (Holzschnitt; 1951 auf der Mittelsächsischen Kunstausstellung)

## Ausstellungen (unvollständig)

### Personalausstellungen
- 1961: Zwickau, Städtisches Museum (mit Paul Schmidt-Roller)
- 1975: Karl-Marx-Stadt, Galerie Oben
- postum 2022: Zwickau, Kunstsammlungen Zwickau („Landschaften aus der Nähe“; mit Max Schneider)

### Ausstellungsbeteiligungen
- 1934: Dresden, Brühlsche Terrasse („Sächsische Kunstausstellung“)
- 1949: Zwickau, Städtisches Museum („Bergbau in Kunst und Schrifttum“)[9]
- 1950: Zwickau, Städtisches Museum („Gruppe 1950“)[10]
- 1951: Chemnitz, Schlossbergmuseum ("Mittelsächsische Kunstausstellung")
- 1984/1985 Karl-Marx-Stadt, Städtisches Museum am Theaterplatz („Retrospektive 1945 – 1984. Bildende Kunst im Bezirk Karl-Marx-Stadt“)